# Puente del Coronado
El puente del Coronado-San Diego, o conocido en español localmente como Puente del Coronado, es un puente de viga de "hormigón pretensado/acero", que cruza sobre la Bahía de San Diego en los Estados Unidos, conectando a San Diego, California con Coronado, California. El puente fue designado como parte de la Ruta Estatal 75.

## Descripción

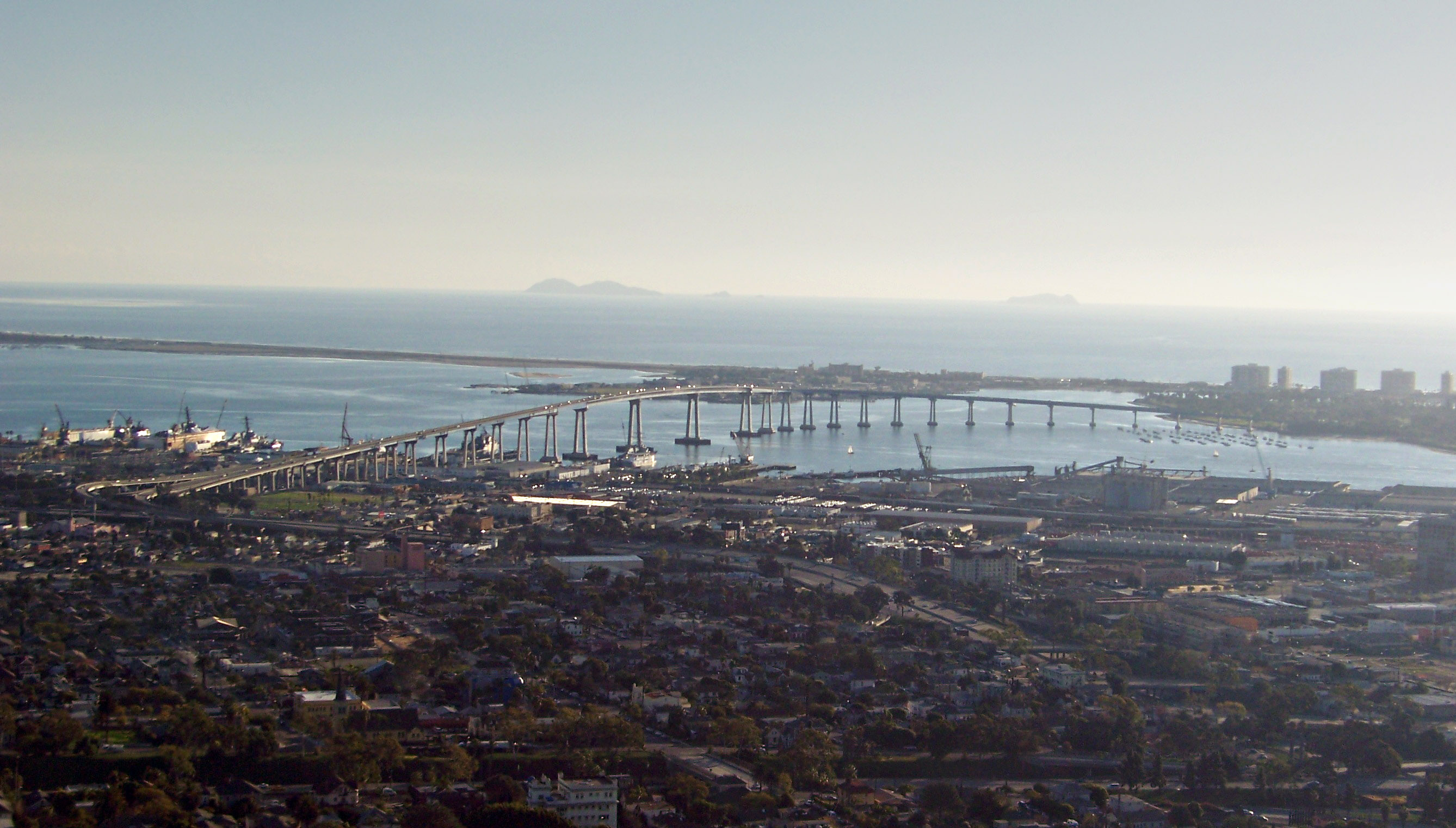
Vista del Puente del Coronado desde un jet comercial.

El puente de 11 288 pies de largo (3407 m o 2,1 millas) asciende desde Coronado a 4,67 grados porcentuales antes de curvar a 80 grados hacia San Diego. La altura del puente alcanza los 200 pies (61 m), permitiendo que los barcos de la Armada estadounidense que operan cerca de la Base Naval de San Diego pasen por debajo de él. Los dos portaaviones clase Nimitz anclados en San Diego, el Nimitz y el Reagan, con 201 pies (61,3 m) de altura anclados en la Naval Air Station North Island, se encuentran localizados entre la bahía y la entrada del puente. El puente de cinco carriles se caracteriza por tener la viga tubular más larga del mundo.
El puente del Coronado abrió en 1969, con un peaje de $1 para los que entraban hacia Coronado. En 2002, se convirtió en el último puente del Sur de California en descontinuar el cobro de peaje. Aunque ya no se cobra un peaje, aún permanecen intactas las cabinas de cobro del peaje. En abril de 2007 todas fueron reemplazadas temporalmente por nuevas cabinas, con un look más moderno para la filmación de un anuncio comercial de automóviles. 
El puente fue diseñado exclusivamente y específicamente para el tráfico de vehículos motorizados: el puente no cuenta con aceras peatonales, ciclovías, o arcenes ("acotamientos de carriles"). El 7 de septiembre de 2008, casi 2.000 ciclistas tuvieron la oportunidad de pasar por primera vez en dos décadas.
El puente del Coronado es el tercer puente suicida más mortífero de los Estados Unidos, sólo superado por el Puente Golden Gate en San Francisco, California, y el Puente Aurora en Seattle, Washington. Entre 1972 y 2000, más de 200 suicidas se lanzaron del puente.

## En la cultura popular

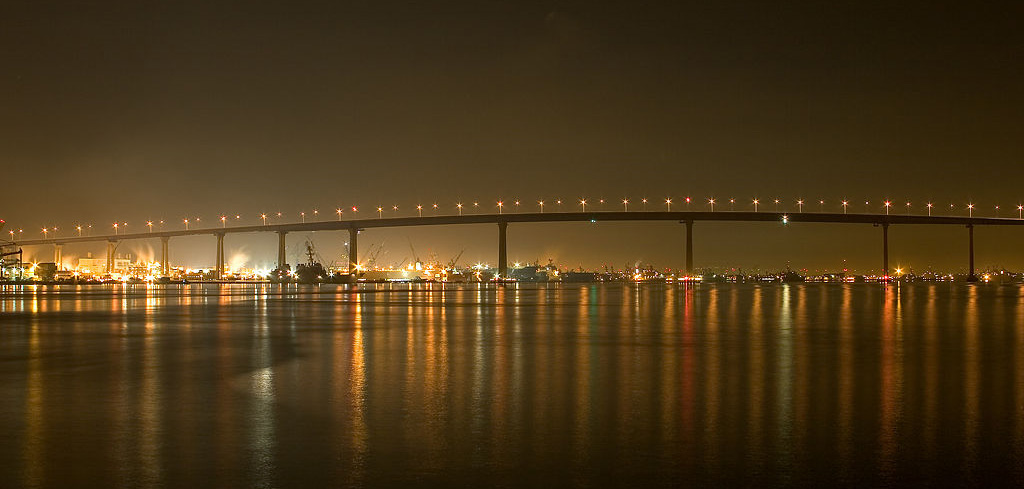
Puente del Coronado en la noche.

Aparte de darle nacimiento al mundialmente famoso Parque Chicano (localizado bajo el puente), en los años 1980 el puente ayudó a mejorar la identidad de San Diego e identificarla de su vecina del norte de Los Ángeles cuando fue usado como una pieza central de la apertura del programa televisivo Simon & Simon, cuyos personajes eran unos detectives privados de San Diego.  
El Puente del Coronado también apareció en el programa televisivo de Veronica Mars como la ubicación donde el personaje principal de la madre de Logan Lynn (Lisa Rinna) se suicidó. Después fue la ubicación donde Logan (Jason Dohring) fue tomado como sospechoso de asesinato.